# Дворцовая электростанция
Дворцо́вая электроста́нция — историческое здание в Пушкине. Построено в 1896—1898 гг. Объект культурного наследия федерального значения. Расположена на Малой улице, дом 7-9, на углу с Церковной улицей.

## История
Здание электростанции возведено по проекту архитектора Сильвио Данини для электроснабжения, прежде всего обогрева и освещения, Александровского, Большого Екатерининского и Владимирского дворцов, а также дворцовых построек, казарм лейб-гвардии Сводного пехотного полка и казарм Собственного конвоя. Первая городская электростанция, размещённая в Певческой водонапорной башне, оказалась недостаточной мощности. Место для новой станции было выбрано благодаря близости как к дворцам, так и к источнику воды. Распоряжение о строительстве вышло 9 июля 1896 года, а 8 августа архитектор уже представил проект. Строительные работы окончились к осени 1897 года, отделка и монтаж оборудования продолжались ещё год, 8 ноября 1898 года станцию торжественно открыли.
В главном здании электростанции основное место занимали машинное и котельное отделения. Особые помещения предназначались для квартир работников, конторы и мастерских. Также был построен флигель для хозяйственных целей и складирования материалов. В 1911 году здание пришлось расширить со стороны двора для новых машин и котлов.
Станция проработала до 1921 года, а в 1930-е годы было демонтировано оборудование. Работа станции стала ненужной после подключения города к общей электросети. В 1946—1947 гг. здание электростанции оборудовали для цеха НПО «Ленинец», затем — инструментального участка Ленинградского механического объединения «Спутник». В настоящее время здание передано Институту правоведения и предпринимательства.

## Архитектура
Здание построено в стиле псевдоготики. Угол здания, выходящий на пересечение улиц, срезан. Особо выделяются высокие стрельчатые окна, предназначенные для освещения машинного отделения, и стилизованные под зубчатые башенки дымовые трубы. Угловой фасад завершается зубчатым карнизом. На крыше можно увидеть пинакли с крестоцветами. Боковые части здания двухэтажные, с прямоугольными окнами. На углу улиц сохранилась чугунная опора электросети, спроектированная Данини также в псевдоготическом стиле.
- Флигель
- Главное здание, вид с Церковной улицы
- Один из пинаклей
- Деталь фасада
- Фрагмент ограды
- Вершина опоры электросети